# Рассел-Бінскарт
Рассел-Бінскарт (англ. Russell-Binscarth) — муніципалітет в Канаді, у провінції Манітоба.

## Населення
За даними перепису 2016 року, муніципалітет нараховував 2442 особи, показавши скорочення на 4,3%, порівняно з 2011-м роком. Середня густина населення становила 4,3 осіб/км².
З офіційних мов обидвома одночасно володіли 75 жителів, тільки англійською — 2 320. Усього 230 осіб вважали рідною мовою не одну з офіційних, з них 65 — українську.
Працездатне населення становило 64,7% усього населення, рівень безробіття — 4,3% (3,5% серед чоловіків та 4,4% серед жінок). 84,5% осіб були найманими працівниками, а 14,7% — самозайнятими.
Середній дохід на особу становив $46 078 (медіана $34 816), при цьому для чоловіків — $57 386, а для жінок $34 830 (медіани — $45 440 та $26 347 відповідно).
29,3% мешканців мали закінчену шкільну освіту, не мали закінченої шкільної освіти — 25%, 46% мали післяшкільну освіту, з яких 26,6% мали диплом бакалавра, або вищий.
| Статево-вікова структура населення | Статево-вікова структура населення | Статево-вікова структура населення | Статево-вікова структура населення | Статево-вікова структура населення |
| ---------------------------------- | ---------------------------------- | ---------------------------------- | ---------------------------------- | ---------------------------------- |
|                                    |                                    |                                    |                                    |                                    |
| Всього                             | Всього                             | 48,6%51,4%                         |                                    |                                    |
| 0 — 14 років                       | 0 — 14 років                       |                                    | 15,7%                              | 15,7%                              |
| 15 — 64 років                      | 15 — 64 років                      |                                    | 59,7%                              | 59,7%                              |
| 65 і більше                        | 65 і більше                        |                                    | 24,5%                              | 24,5%                              |
| 85 і більше                        | 85 і більше                        |                                    | 5,3%                               | 5,3%                               |
| Середній вік (років)               | Середній вік (років)               | 43,945,8                           | 44,9                               | 44,9                               |
| Медіана (років)                    | Медіана (років)                    | 44,647,5                           | 46,1                               | 46,1                               |
| — чоловіки — жінки                 |                                    |                                    |                                    |                                    |

| Походження мешканців:     | Походження мешканців:     | Походження мешканців: | Походження мешканців: | Походження мешканців: |
| ------------------------- | ------------------------- | --------------------- | --------------------- | --------------------- |
| Походження                |                           |                       | осіб                  | %                     |
| Корінні американці        | Корінні американці        |                       | 320                   | 13.36%                |
| Інше північноамериканське | Інше північноамериканське |                       | 525                   | 21.92%                |
| Європейське               | Європейське               |                       | 1 985                 | 82.88%                |
| британське                | британське                |                       | 1 160                 | 48.43%                |
| французьке                | французьке                |                       | 275                   | 11.48%                |
| українське                | українське                |                       | 640                   | 26.72%                |
| Африканське               | Африканське               |                       | 10                    | 0.42%                 |
| Азійське                  | Азійське                  |                       | 190                   | 7.93%                 |

| Зайнятість населення за галузями (за класифікацією NOC): | Зайнятість населення за галузями (за класифікацією NOC): | Зайнятість населення за галузями (за класифікацією NOC): | Зайнятість населення за галузями (за класифікацією NOC): | Зайнятість населення за галузями (за класифікацією NOC): |
| -------------------------------------------------------- | -------------------------------------------------------- | -------------------------------------------------------- | -------------------------------------------------------- | -------------------------------------------------------- |
|                                                          |                                                          |                                                          |                                                          |                                                          |
| Управління                                               | Управління                                               |                                                          | 12,9%                                                    | 12,9%                                                    |
| Бізнес, фінанси та адміністрування                       | Бізнес, фінанси та адміністрування                       |                                                          | 11,3%                                                    | 11,3%                                                    |
| Природничі та прикладні науки                            | Природничі та прикладні науки                            |                                                          | 2,7%                                                     | 2,7%                                                     |
| Охорона здоров'я                                         | Охорона здоров'я                                         |                                                          | 7,8%                                                     | 7,8%                                                     |
| Освіта, правозахист, муніципальні та урядові служби      | Освіта, правозахист, муніципальні та урядові служби      |                                                          | 7,8%                                                     | 7,8%                                                     |
| Мистецтво, культура, відпочинок та спорт                 | Мистецтво, культура, відпочинок та спорт                 |                                                          | 2%                                                       | 2%                                                       |
| Роздрібна торгівля та послуги                            | Роздрібна торгівля та послуги                            |                                                          | 22,3%                                                    | 22,3%                                                    |
| Гуртова торгівля, транспорт та обладнання                | Гуртова торгівля, транспорт та обладнання                |                                                          | 22,3%                                                    | 22,3%                                                    |
| Природні ресурси, сільське господарство                  | Природні ресурси, сільське господарство                  |                                                          | 7,4%                                                     | 7,4%                                                     |
| Виробництво                                              | Виробництво                                              |                                                          | 2,7%                                                     | 2,7%                                                     |

## Клімат
Середня річна температура становить 1,5°C, середня максимальна – 22,2°C, а середня мінімальна – -25,3°C. Середня річна кількість опадів – 490 мм.
| Клімат поселення                              | Клімат поселення | Клімат поселення | Клімат поселення | Клімат поселення | Клімат поселення | Клімат поселення | Клімат поселення | Клімат поселення | Клімат поселення | Клімат поселення | Клімат поселення | Клімат поселення | Клімат поселення |
| Показник                                      | Січ.             | Лют.             | Бер.             | Квіт.            | Трав.            | Черв.            | Лип.             | Серп.            | Вер.             | Жовт.            | Лист.            | Груд.            |                  |
| Середній максимум, °C                         | −12,2            | −7,98            | −1,01            | 8,85             | 17,02            | 22,07            | 22,22            | 21,70            | 15,72            | 8,80             | −1,44            | −10,22           |                  |
| Середня температура, °C                       | −18,74           | −14,54           | −7,57            | 2,29             | 10,45            | 15,51            | 17,82            | 17,32            | 11,36            | 4,41             | −5,8             | −14,61           |                  |
| Середній мінімум, °C                          | −25,3            | −21,09           | −14,12           | −4,25            | 3,90             | 8,96             | 13,45            | 12,94            | 6,97             | 0,02             | −10,2            | −18,99           |                  |
| Норма опадів, мм                              | 24               | 16               | 25               | 24               | 55               | 86               | 72               | 66               | 46               | 29               | 21               | 26               |                  |
| Середньомісячна швидкість вітру, м/с          | 3.98             | 3.90             | 4.10             | 4.30             | 4.50             | 4.00             | 3.50             | 3.58             | 3.92             | 4.20             | 4.00             | 3.90             |                  |
| Середньомісячна сонячна радіація, кДж/м²·день | 3974             | 7330             | 12678            | 17126            | 20370            | 21475            | 22156            | 18660            | 12901            | 7738             | 4074             | 3091             |                  |
| --------------------------------------------- | ---------------- | ---------------- | ---------------- | ---------------- | ---------------- | ---------------- | ---------------- | ---------------- | ---------------- | ---------------- | ---------------- | ---------------- | ---------------- |
| Джерело:                                      |                  |                  |                  |                  |                  |                  |                  |                  |                  |                  |                  |                  |                  |